# La mujer sin alma
La mujer sin alma és una pel·lícula mexicana de drama romàntic estrenada en 1944, dirigida per Fernando de Fuentes Carrau i protagonitzada per María Félix i per Fernando Soler. La pel·lícula es basa en la novel·la Fromont jeune et Risler aîné escrita pel francès Alphonse Daudet.

## Argument
Teresa (María Félix) és una jove de classe mitjana que després d'assistir a un ball de gent aristocràtica, i de confirmar la seva bellesa i encant, decideix sortir de la pobresa a base de la seva bellesa, convertint-se en una "enfiladissa social". Les seves principals víctimes seran Don Alfredo Velasco (Fernando Soler) i el seu nebot polític Enrique Ferrer (Antonio Badú). La desgràcia de tota una família no serà obstacle per a l'ambició de Teresa.

## Repartiment
- María Félix … Teresa López
- Fernando Soler … don Alfredo Velasco
- Antonio Badú … Enrique Ferrer
- Andrés Soler … Vicente Ferrer
- Carlos Martínez Baena … Rosendo Buendía
- Chela Campos... Rosita
- Carlos Villatoro... Luis
- Virginia Serret... Mercedes
- Emma Roldán... Sra. Camparelli
- Mimí Derba... mamà de Teresa
- Luis G. Barreiro ... Heriberto Rebolledo
- Rafael Icardo ... don Héctor
- María Gentil Arcos... mamà de Rosita
- Salvador Quiroz... don Ramón Ferrer
- José Arratia

## Comentaris
Aquest film va ser el segon d'una trilogia filmada per María Félix dirigida per Fernando de Fuentes Carrau, començada amb Doña Bárbara (1943) i conclosa amb La devoradora (1946). Aquestes cintes van convertir a la Félix en la gran vampiressa i dona fatal del cinema mexicà de la dècada de 1940.